# Потаниха (Архангельская область)
Потаниха — деревня в Каргопольском районе Архангельской области России. Входит в состав Павловского сельского поселения.

## История
В «Списке населенных мест Российской империи», изданном в 1879 году, населённый пункт упомянут как деревня Потаниха (Подъелье) Каргопольского уезда (1-го стана), при реке Онеге, расположенная в 19 верстах от уездного города Каргополь. В деревне насчитывалось 2 двора и проживало 14 человек (5 мужчин и 9 женщин).
По данным 1920 года имелось 4 хозяйства и проживало 11 человек (3 мужчины и 8 женщин). В административном отношении деревня входила в состав Ольховского районного совета Усачёвской волости Каргопольского уезда Вологодской губернии.

## География
Деревня находится в юго-западной части Архангельской области, в южной зоне средней тайги, на правом берегу реки Онеги, на расстоянии примерно 17 километров (по прямой) к северо-востоку от города Каргополя, административного центра района.

### Часовой пояс
Потаниха, как и вся Архангельская область, находится в часовой зоне МСК (московское время). Смещение применяемого времени относительно UTC составляет +3:00.

## Население
| 2002 | 2010 | 2012 |
| ---- | ---- | ---- |
| 0    | →0   | →0   |